# Колянково (Ліпновський повіт)
Колянково (пол. Kolankowo, нім. Kollenhof) — село в Польщі, у гміні Ліпно Ліпновського повіту Куявсько-Поморського воєводства.
Населення — 200 осіб (2011).
У 1975-1998 роках село належало до Влоцлавського воєводства.

## Демографія
Демографічна структура станом на 31 березня 2011 року:
|          | Загалом | Допрацездатний вік | Працездатний вік | Постпрацездатний вік |
| -------- | ------- | ------------------ | ---------------- | -------------------- |
| Чоловіки | 106     | 30                 | 65               | 11                   |
| Жінки    | 94      | 17                 | 56               | 21                   |
| Разом    | 200     | 47                 | 121              | 32                   |